# Jessica Larive
Joke Elisabeth Stefanie (Jessica) Larive (ur. 24 listopada 1945 w Voorburgu) – holenderska polityk, deputowana do Parlamentu Europejskiego II, III i IV kadencji.

## Życiorys
Ukończyła w 1971 studia z zakresu prawa krajowego i międzynarodowego na Uniwersytecie w Lejdzie. Pracowała jako freelancer, następnie jako nauczycielka w Brukseli. Później zatrudniona w administracji Beneluksu w tym mieście oraz we frakcji ELDR w Europarlamencie, m.in. od 1979 jako szef gabinetu politycznego jej przewodniczącego Martina Bangemanna.
W 1978 wstąpiła do Partii Ludowej na rzecz Wolności i Demokracji. W 1984, 1989 i 1994 uzyskiwała mandat posłanki do Parlamentu Europejskiego, który wykonywała do 1999. Zasiadała we frakcji liberalnej, pracowała m.in. w Komisji ds. Praw Kobiet. Po wycofaniu się z aktywności politycznej zajęła się prowadzeniem centrum jogi i odnowy biologicznej na Costa Brava w Hiszpanii.